# Tomislav Mišura
Tomislav Mišura, slovenski nogometaš, * 13. maj 1981, Novo mesto.
Mišura je nekdanji profesionalni nogometaš, ki je igral na položaju napadalca. V svoji karieri je igral za avstrijsko Admiro Wacker Mödling, azerbajdžanski Neftçi Baku, bolgarski Lokomotiv Sofija, hrvaški Kamen Ingrad, švicarska FC Wil in FC Gossau, slovenska Interblock Ljubljana in Krko Novo Mesto, kitajska Čingdao Džonun in Beijing Baxy, avstralski Newcastle Jets, vietnamski Tien Giang ter islandska Grindavík in Reynir Sandgerði. Skupno je v prvi slovenski ligi odigral šest tekem in dosegel en gol.